# Isidora Rosenthal-Kamarinea
Isidora Rosenthal-Kamarinea (n. 12 aprilie 1918, Pireu, Grecia – d. 4 martie 2003, Bochum, Germania) a fost o specialistă în literatura neogreacă și profesoară de filologie neogreacă și bizantină la Universitatea din Bochum.

## Biografie
Kamarinea a absolvit în 1945 studii de filologie la Universitatea din Marburg cu o teză de disertație referitoare la poezia religioasă din Grecia modernă. Începând din 1966 a fost profesoară de filologie neogreacă și bizantină la Universitatea din Bochum, apoi din 1984 profesoară emerită de literatură greacă modernă la Universitatea din Marburg.
Panajotis P. Kamarineas este fratele ei.

## Domenii de activitate
Rosenthal-Kamarinea a fost solicitată de multe ori ca traducătoare, în special pentru mijlocirea traducerilor din literatura greacă contemporană, dar și a poeziei grecești. A publicat numeroase lucrări științifice în revistele universitare Hellenika (din 1966) și Folia Neohellenica (din 1975), dar și cărții proprii. 

## Onoruri
- 1979: Ordinul de Merit al Republicii Federale Germania în grad de cavaler

## Publicații

### Cărți
- Die religiöse Dichtung Neugriechenlands. Masch.schr. Diss. Marburg 1945
- (cu P. Kamarineas): Griechenland. Nürnberg: Glock und Lutz 1965
- Die neugriechische Literatur von der Eroberung Konstantinopels durch die Osmanen (1453) bis heute. Editată de Asociația Germano-Greacă, e.V. Red.: Isidora Rosenthal-Kamarinea. Bonn 2001 (cu ocazia Târgului de Carte de la Frankfurt din 2001)

### Articol
- Neugriechische Literatur. In: Klaus-Detlev Grothusen (Hrsg.): Südosteuropa-Handbuch. Band III. Griechenland. Verlag Vandenhoeck & Ruprecht, Göttingen 1980, ISBN 3-525-36202-1

### Cărți editate sub îngrijirea ei
- Neugriechische Erzähler. Anthologie. 1958, Neuaufl. sub titlul: Anthologie neugriechischer Erzähler. Berlin: Akademie Verlag 1961
- Griechenland erzählt. 19 Erzählungen. Frankfurt a. M.: Fischer 1965
- Die Sünde meiner Mutter. Erzählungen aus Griechenland. Anthologie. München: dtv 1985
- Der Engel mit den Jasminblüten. Erzählungen aus Griechenland. Anthologie. 1986 (2. Aufl.)

### Traduceri
- Nikos Athanassiadis: Das Mädchen und der Delphin. Roman. München: Desch 1967 [cu Helmut Schareika]
- E. Benezes: Die Boten der Versöhnung. Erzählungen aus Griechenland. Heidelberg: Rothe 1958
- P. Charis: Die letzte Nacht der Erde. 1980
- P. Kanellopoulos: Athen. München: Knorr & Hirth 1964
- N. Kazantzakis: Rechenschaft vor El Greco. 2 vol. 1964, 1967
- N. Kasantzakis: Im Zauber der griechischen Landschaft. München: Herbig 1966, 1967; Frankfurt a. M.: Ullstein 1996; München: Herbig 2001
- N. Kazantzakis: Alexis Sorbas. Roman. Berlin: Volk und Welt 1988; Frankfurt a. M.: Ullstein 1993, 1994, 1995, 1996
- S. Melas: Der König und der Hund. Komödie. 1958
- K. Panagiotes: Hellas und Christentum. Olten: Walter 1961
- K. Panagiotes: Mistra: Das byzantinische Pompeji. München: Knorr und Hirth 1962
- I.M. Panajotopulos: Die Siebenschläfer. Gütersloh: Mohn 1962
- K. Papa: Unter dem Maulbeerbaum. Eine Erzählung. Olten: Walter 1959
- P. Prevelakis: Die Sonne des Todes: Roman. München: Desch 1962; [München:] Welt im Buch 1963
- P. Prevelakis: Das Haupt der Medusa. Ein Lehrjahr in meinem Jahrhundert. Roman. München: Desch 1964
- J. Ritsos: Mit dem Maßstab der Freiheit. 1971
- G. Seferis: Delphi. München: Knorr und Hirth 1962
- A. Tersakis: Theophano. 1960
- N. Vrettakos: Jenseits der Furcht. 1973

### Piese de teatru radiofonic
- Kinderraub in Mani. piesă de teatru radiofonic. 1955